# Caluco
Caluco ist ein Municipio in El Salvador im Departamento Sonsonate.
Es liegt im Zentrum des Departamentos.

## Name
Es gibt verschiedene Deutungsversuche des aus dem Nawat stammenden Ortsnamens Calhuco: Eine Erklärung ist „Ort der Herberge“ aus Nahuatl calcuai(tl) („Dach“) und der Lokativendung „co“, eine andere „Ort der Krähen“ aus cacalo(tl) („Krähe“) und der Lokativendung.

## Geschichte
Das alte Caluco war eine Gründung der Pipil. Um etwa 1200 kam die Gegend unter die Herrschaft von Cuzcatlan. Die einstige Herrschaft von Cuzcatlan wurde 1528 endgültig von den Spaniern erobert. Caluco gehörte nun zur Alcaldía Mayor de Sonsonate. Hauptanbauprodukt war Kakao. Dominikaner bauten in Caluco eine Peterskirche, die bei einem Erdbeben im Jahre 1773 zerstört wurde. 1824 kam Caluco an das Departamento Sonsonate. Um 1890 hatte es 790 Einwohner.
Zu den Sehenswürdigkeiten Calucos gehören die Ruine der kolonialen Peterskirche und eine warme Quelle (Balneario de Agua Caliente). Jährlich wird das Fest des hl. Petrus vom 27. bis 30. Juni gefeiert. 
Caluco gehört zu den wenigen Orten, an denen es noch einige Sprecher der Pipil-Sprache Nawat gibt, die infolge der harten Unterdrückung seit dem Genozid an den Pipil 1932 an den Rand des Aussterbens gebracht wurde. Im Alltag ist sie aber kaum noch zu hören, weil sie nur noch von einigen alten Menschen gesprochen wird.